# 貝爾伍德 (路易斯安那州)
貝爾伍德（英語：Bellwood）是位於美國路易斯安那州納基托什堂區的一個非建制地區。

## 地理
貝爾伍德所處的海拔為高於海平面40米（即131英呎），而該地所採用的時區為UTC-6，即北美中部時區（CST）。同時該地設有夏令時間，為UTC-6調快一小時，即UTC-5（CDT）。